# Conférence des grandes écoles
Ne doit pas être confondu avec Grande école, Conférence des directeurs des écoles françaises d'ingénieurs, Commission des titres d'ingénieur ou Commission d’évaluation des formations et diplômes de gestion.
Pour les articles homonymes, voir CGE.
La Conférence des grandes écoles (CGE) est une association française d'établissements d'enseignement supérieur et de recherche créée en 1973 par douze écoles françaises (onze écoles d'ingénieurs et une école de commerce). Son rôle est de promouvoir le développement et le rayonnement de ses membres, en France et au-delà, dans un objectif d'amélioration de la notoriété, en liaison avec les acteurs de l'économie et la société civile.
La CGE n’accrédite pas les écoles et n'est pas propriétaire de l'appellation « grande école ».
Elle a déposé comme marques « Mastère spécialisé (MS) », « Master of science (MSc) » et « BADGE » (Bilan d'aptitude délivré par les grandes écoles) dont elle assure les accréditations au sein d'une commission spécifique composée de vingt-six personnalités bénévoles, directeurs d'écoles et experts des différents secteurs du monde économique[réf. nécessaire].
L'association a fusionné le 16 décembre 2008 avec le Comité national pour le développement des grandes écoles (CNGE). Elle est présidée depuis 2021 par Laurent Champaney, directeur général des Arts et métiers.

## Missions
L'association accrédite les programmes de formation suivants[réf. nécessaire] :
- les Mastères spécialisés (MS) sont des diplômes d'établissement accrédités par la CGE, ils ne peuvent être délivrés que par des établissements membres. Certains sont enregistrés en tant que niveau I au sein du RNCP ;
- les Mastères en sciences (Msc) sont des diplômes d'établissement ;
- les Bilans d'aptitude délivrés par les grandes écoles (BADGE) sont des diplômes d'établissement.

## Présidents
- 1973-1979 : Philippe Olmer, directeur de l'Institut national d'agronomie Paris-Grignon
- 1979-1985 : Pierre Laffitte, directeur de l’École des Mines de Paris
- 1984-1993 : Daniel Gourisse, directeur général de l'École Centrale Paris
- 1993-1999 : Jacques Levy, directeur de l’École des Mines de Paris
- 1999-2001 : Philippe Guerin, directeur de l'Institut national d'agronomie Paris-Grignon
- 2001-2003 : Alain Cadix, directeur de l'ISTM et de l'ESIEE
- 2003-2009 : Christian Margaria, directeur de l'institut Telecom Sud Paris
- 2009-2013 : Pierre Tapie, directeur général du groupe ESSEC
- 2013-2015 : Philippe Jamet, directeur-général de l'Institut Mines-Télécom
- 2015-2021 : Anne-Lucie Wack, directrice générale de Montpellier Sup Agro
- depuis 2021: Laurent Champaney, directeur général des Arts et métiers[5]

## Membres
L'association compte en février 2024 près de 300 membres dont :
- 243 membres « écoles » représentées par leur directeur dont 13 établissements étrangers répartis comme suit : 
  - 154 écoles d'ingénieurs ;
  - 41 écoles de management ;
  - 48 autres écoles de différents types (architectures, arts, design, etc.) ;
- 38 autres organismes[6] ;
- 9 entreprises.

Ces établissements d'enseignement supérieur, publics ou privés, sont tous reconnus par l'État et délivrent un diplôme sanctionnant au moins 5 ans d'études après le baccalauréat.

### Liste des écoles d'ingénieur membres de la CGE
| Nom                                    | Ville                     | Pays         |
| -------------------------------------- | ------------------------- | ------------ |
| 2IE                                    | Ouagadougou               | Burkina Faso |
| 3iL                                    | Limoges                   | France       |
| AgroParisTech                          | Palaiseau                 | France       |
| Arts et métiers                        | Paris                     | France       |
| Bordeaux Sciences Agro                 | Gradignan                 | France       |
| Bordeaux-INP                           | Talence                   | France       |
| Builders                               | Epron                     | France       |
| Centrale Lille                         | Villeuneuve-d'ascq        | France       |
| Centrale Lyon                          | Ecully                    | France       |
| Centrale Méditerranée                  | Marseille, Nice           | France       |
| Centrale Nantes                        | Nantes                    | France       |
| CentraleSupélec                        | Gif-sur-Yvette            | France       |
| CESI                                   | Paris La Défense          | France       |
| Chimie ParisTech                       | Paris                     | France       |
| CNAM                                   | Paris                     | France       |
| CPE                                    | Villeurbanne              | France       |
| CY Tech                                | Cergy-Pontoise            | France       |
| École de l'air et de l'espace          | Salon-de-Provence         | France       |
| EBI                                    | Paris                     | France       |
| ECAM Lyon                              | Lyon                      | France       |
| ECAM Rennes                            | Rennes                    | France       |
| ECAM EPMI                              | Cergy-Pontoise            | France       |
| ECE                                    | Paris                     | France       |
| École nationale des ponts et chaussées | Marne-la-Vallée           | France       |
| École Polytechnique                    | Palaiseau                 | France       |
| École polytechnique de Louvain         | Louvain-la-Neuve          | Belgique     |
| ECPM                                   | Strasbourg                | France       |
| EEIGM                                  | Nancy                     | France       |
| EFREI                                  | Villejuif                 | France       |
| EHTP                                   | Casablanca                | Maroc        |
| EIGSI                                  | La Rochelle               | France       |
| EIVP                                   | Paris                     | France       |
| École Navale                           | Brest                     | France       |
| ENAC                                   | Toulouse                  | France       |
| ENGEES                                 | Strasbourg                | France       |
| ENIB                                   | Plouzane                  | France       |
| ENIM                                   | Metz                      | France       |
| ENISE                                  | Saint-Etienne             | France       |
| ENSAE                                  | Palaiseau                 | France       |
| ENSAI                                  | Bruz                      | France       |
| ENSAIA                                 | Vandoeuvre-lès-Nancy      | France       |
| ENSAIT                                 | Roubaix                   | France       |
| ENSCognitique Bordeaux                 | Talence                   | France       |
| ENSC Lille                             | Villeuneuve-d'ascq        | France       |
| ENSC Montpellier                       | Montpellier               | France       |
| ENSC Mulhouse                          | Mulhouse                  | France       |
| ENSC Rennes                            | Rennes                    | France       |
| ENSEA                                  | Cergy-Pontoise            | France       |
| ENSEM                                  | Vandoeuvre-lès-Nancy      | France       |
| ENSGéologie                            | Vandoeuvre-lès-Nancy      | France       |
| ENSGéomatique                          | Marne-la-Vallée           | France       |
| ENSGSI                                 | Nancy                     | France       |
| ENSGTI                                 | Pau                       | France       |
| ENSIBS                                 | Lorient                   | France       |
| ENSIC                                  | Nancy                     | France       |
| ENSICAEN                               | Caen                      | France       |
| ENSIIE                                 | Evry                      | France       |
| ENSIL-ENSCI                            | Limoges                   | France       |
| ENSISA                                 | Mulhouse                  | France       |
| ENSMM                                  | Besançon                  | France       |
| ENSMR                                  | Rabat                     | Maroc        |
| ENSSAT                                 | Lannion                   | France       |
| ENSTA Bretagne                         | Brest                     | France       |
| ENSTA Paris                            | Palaiseau                 | France       |
| ENSTIB                                 | Epinal                    | France       |
| ENTPE                                  | Vaulx-en-Velin            | France       |
| ENVA                                   | Maisons-Alfort            | France       |
| ENVT                                   | Toulouse                  | France       |
| EPF                                    | Cachan                    | France       |
| EPITA                                  | Le Kremlin-Bicêtre        | France       |
| ESA Angers                             | Angers                    | France       |
| ENSAIP                                 | Saint-Barthélemy-d'Anjou  | France       |
| ESB                                    | Nantes                    | France       |
| ESCOM                                  | Compiègne                 | France       |
| ESEO                                   | Angers                    | France       |
| ESIEA                                  | Paris                     | France       |
| ESIEE                                  | Noisy-le-Grand            | France       |
| ESIGELEC                               | Saint-Etienne-du-Rouvray  | France       |
| ESILV                                  | Paris La Défense          | France       |
| ESM Saint-Cyr                          | Guer                      | France       |
| ESME-SUDRIA                            | Ivry-sur-Seine            | France       |
| ESPCI                                  | Paris                     | France       |
| ESPRIT                                 | Ariana                    | Tunisie      |
| ESTACA                                 | Saint-Quentin-en-Yvelines | France       |
| ESTIA                                  | Bidart                    | France       |
| ESTP                                   | Cachan                    | France       |
| Gembloux Agro-Bio Tech                 | Gembloux                  | Belgique     |
| ENSE3 - INP Grenoble                   | Grenoble                  | France       |
| ENSIMAG - INP Grenoble                 | Saint-Martin-d'Hères      | France       |
| ESISAR - INP Grenoble                  | Valence                   | France       |
| ENSGI - INP Grenoble                   | Grenoble                  | France       |
| PAGORA - INP Grenoble                  | Saint-Martin-d'Hères      | France       |
| PHELMA - INP Grenoble                  | Grenoble                  | France       |
| IAV Hassan II                          | Rabat                     | Maroc        |
| ICAM                                   | Paris                     | France       |
| IFP School                             | Rueil-Malmaison           | France       |
| IMT Atlantique                         | Brest                     | France       |
| IMT Mines Albi                         | Albi                      | France       |
| IMT Mines Alès                         | Alès                      | France       |
| IMT Nord Europe                        | Villeuneuve-d'ascq        | France       |
| INPT                                   | Rabat                     | Maroc        |
| INSA Centre Val de Loire               | Bourges                   | France       |
| INSA Hauts-de-France                   | Valenciennes              | France       |
| INSA Lyon                              | Villeurbanne              | France       |
| INSA Rennes                            | Rennes                    | France       |
| INSA Rouen Normandie                   | Saint-Etienne-du-Rouvray  | France       |
| INSA Strasbourg                        | Strasbourg                | France       |
| INSA Toulouse                          | Toulouse                  | France       |
| Institut Agro Dijon                    | Dijon                     | France       |
| Institut Agro Montpellier              | Montpellier               | France       |
| Institut Agro Rennes-Angers            | Rennes                    | France       |
| Institut d'Optique                     | Palaiseau                 | France       |
| INSTN                                  | Gif-sur-Yvette            | France       |
| IPSA                                   | Ivry-sur-Seine            | France       |
| ISAE-ENSMA                             | Chasseneuil               | France       |
| Sup'Biotech                            | Villejuif                 | France       |
| ISAE-SUPAERO                           | Toulouse                  | France       |
| ISAE-SUPMECA                           | Saint-Ouen                | France       |
| ISARA                                  | Lyon                      | France       |
| ISAT                                   | Nevers                    | France       |
| ISEN Brest                             | Brest                     | France       |
| ISEN Méditerranée                      | Toulon                    | France       |
| ISEP                                   | Paris                     | France       |
| ISMANS CESI                            | Le Mans                   | France       |
| ISTOM                                  | Angers                    | France       |
| ITECH Lyon                             | Ecully                    | France       |
| JUNIA                                  | Lille                     | France       |
| Mines Nancy                            | Nancy                     | France       |
| Mines Paris-PSL                        | Paris                     | France       |
| Mines Saint-Etienne                    | Saint-Etienne             | France       |
| Oniris VetAgroBio                      | Nantes                    | France       |
| Polytech Angers                        | Angers                    | France       |
| Polytech Clermont                      | Aubière                   | France       |
| Polytech Grenoble                      | Grenoble                  | France       |
| Polytech Lille                         | Villeuneuve-d'ascq        | France       |
| Polytech Marseille                     | Marseille                 | France       |
| Polytech Montpellier                   | Montpellier               | France       |
| Polytech Nancy                         | Vandoeuvre-lès-Nancy      | France       |
| Polytech Nantes                        | Nantes                    | France       |
| Polytech Orléans                       | Orléans                   | France       |
| Polytech Paris-Saclay                  | Orsay                     | France       |
| Polytech Tours                         | Tours                     | France       |
| Polytechnique Montréal                 | Montréal                  | Canada       |
| SIGMA Clermont                         | Aubière                   | France       |
| Sup'Com Tunis                          | Ariana                    | Tunisie      |
| Télécom Paris                          | Palaiseau                 | France       |
| Télécom Physique Strasbourg            | Illkirch                  | France       |
| Télécom SudParis                       | Evry-Courcouronnes        | France       |
| Toulouse INP - EI Purpan               | Toulouse                  | France       |
| Toulouse INP - ENI Tarbes              | Tarbes                    | France       |
| Toulouse INP - ENM                     | Toulouse                  | France       |
| Toulouse INP - ENSAT                   | Castanet-Tolosan          | France       |
| Toulouse INP - ENSEEIHT                | Toulouse                  | France       |
| Toulouse INP - ENSIACET                | Toulouse                  | France       |
| UniLaSalle                             | Beauvais                  | France       |
| UTBM                                   | Belfort                   | France       |
| UTC                                    | Compiègne                 | France       |
| UTT                                    | Troyes                    | France       |
| VetAgro Sup                            | Marcy l'étoile            | France       |

### Liste des écoles de management membres de la CGE
| Nom                         | Ville             | Pays     |
| --------------------------- | ----------------- | -------- |
| Audencia                    | Nantes            | France   |
| BBS                         | Brest             | France   |
| BSB                         | Dijon             | France   |
| CFVG                        | Hanoi             | Viet nam |
| EDC                         | Puteaux           | France   |
| EDHEC                       | Roubaix           | France   |
| EM Normandie                | Le Havre          | France   |
| EM Strasbourg               | Strasbourg        | France   |
| EMLV                        | Paris La Défense  | France   |
| EM Lyon                     | Ecully            | France   |
| ESC Clermont                | Clermont-Ferrand  | France   |
| ESC Pau                     | Pau               | France   |
| ESCE                        | Courbevoie        | France   |
| ESCP                        | Paris             | France   |
| ESDES                       | Lyon              | France   |
| ESSCA                       | Angers            | France   |
| ESSEC                       | Cergy-Pontoise    | France   |
| Excelia                     | La Rochelle       | France   |
| Grenoble EM                 | Grenoble          | France   |
| HEC Liège                   | Liège             | Belgique |
| HEC Montréal                | Montréal          | Canada   |
| HEC Paris                   | Jouy-en-Josas     | France   |
| ICD                         | Paris             | France   |
| ICN                         | Nancy             | France   |
| IESEG                       | Lille             | France   |
| INSEAD                      | Fontainebleau     | France   |
| INSEEC SBE                  | Paris             | France   |
| IMT Business School         | Evry              | France   |
| IPAG                        | Paris             | France   |
| ISC Paris                   | Paris             | France   |
| ISG                         | Paris             | France   |
| ISTEC                       | Paris             | France   |
| KEDGE                       | Talence           | France   |
| Montpellier Business School | Montpellier       | France   |
| NEOMA BS                    | Mont-Saint-Aignan | France   |
| Paris School of Business    | Paris             | France   |
| Rennes SB                   | Rennes            | France   |
| SCBS                        | Troyes            | France   |
| SKEMA                       | Euralille         | France   |
| TBS                         | Toulouse          | France   |

### Liste des Écoles Normales Supérieures membres de la CGE
| Nom              | Ville          | Pays   |
| ---------------- | -------------- | ------ |
| ENS Paris        | Paris          | France |
| ENS Lyon         | Lyon           | France |
| ENS Paris-Saclay | Gif-sur-Yvette | France |
| ENS Rennes       | Bruz           | France |

### Liste des Instituts d’Études Politiques membres de la CGE
| Nom                               | Ville                 | Pays   |
| --------------------------------- | --------------------- | ------ |
| Sciences Po Lille                 | Lille                 | France |
| Sciences Po Rennes                | Rennes                | France |
| Sciences Po Aix                   | Aix-en-Provence       | France |
| Sciences Po Bordeaux              | Pessac                | France |
| Sciences Po Grenoble              | Saint-Martin-d'Hères  | France |
| Sciences Po Lyon                  | Lyon                  | France |
| Sciences Po Paris                 | Paris                 | France |
| Sciences Po Saint-Germain-en-Laye | Saint-Germain-en-Laye | France |
| Sciences Po Toulouse              | Toulouse              | France |

### Liste des écoles d'architectures membres de la CGE
| Nom             | Ville           | Pays   |
| --------------- | --------------- | ------ |
| ENSA Lyon       | Vaulx-en-Velin  | France |
| ENSA Nancy      | Nancy           | France |
| ENSA Nantes     | Nantes          | France |
| ENSA Paris-Est  | Marne-la-Vallée | France |
| ENSAPM          | Paris           | France |
| ENSA PVS        | Paris           | France |
| ENSA Versailles | Versailles      | France |
| ENSA PB         | Paris           | France |
| ENSAPBx         | Talence         | France |
| ENSAS           | Strasbourg      | France |
| ENSASE          | Saint-Etienne   | France |
| ESA Paris       | Paris           | France |

### Liste des autres écoles membres de la CGE
| Nom                                           | Ville                  | Pays   |
| --------------------------------------------- | ---------------------- | ------ |
| Association ouvrière des compagnons du devoir | France                 | France |
| CELSA                                         | Neuilly-sur-Seine      | France |
| CFJ                                           | Paris                  | France |
| École de Condé                                | Paris                  | France |
| EHESP                                         | Rennes                 | France |
| ENSAD                                         | Paris                  | France |
| ENSCI                                         | Paris                  | France |
| ENSP                                          | Saint-Cyr-au-Mont-d'Or | France |
| EOGN                                          | Melun                  | France |
| ESA Lyon-Bron                                 | Bron                   | France |
| ESAM                                          | Caen                   | France |
| EDVG                                          | Paris                  | France |
| FERRANDI                                      | Paris                  | France |
| Gobelins                                      | Paris                  | France |
| Grenoble IAE                                  | Grenoble               | France |
| ICES                                          | La-Roche-sur-Yon       | France |
| IFM                                           | Paris                  | France |
| Institut National du Patrimoine               | Paris                  | France |
| INSP                                          | Strasbourg             | France |
| Institut Lyfe                                 | Ecully                 | France |
| ISIT                                          | Paris                  | France |
| L'Ecole de Design                             | Nantes                 | France |
| Université Paris Dauphine - PSL               | Paris                  | France |

## Activité de lobbying[7]
La Conférence des grandes écoles est inscrite comme représentant d'intérêts auprès de la Haute autorité pour la transparence de la vie publique et déclare à ce titre pour 2019 des dépenses d'un montant compris entre 100 000 et 200 000 euros.

## Identité visuelle

Logo de 1997 à 2009.
Logo de 2010 à 2018.
Logo depuis 2019.